# Curette
 (février 2015).
Si vous disposez d'ouvrages ou d'articles de référence ou si vous connaissez des sites web de qualité traitant du thème abordé ici, merci de compléter l'article en donnant les références utiles à sa vérifiabilité et en les liant à la section « Notes et références ».

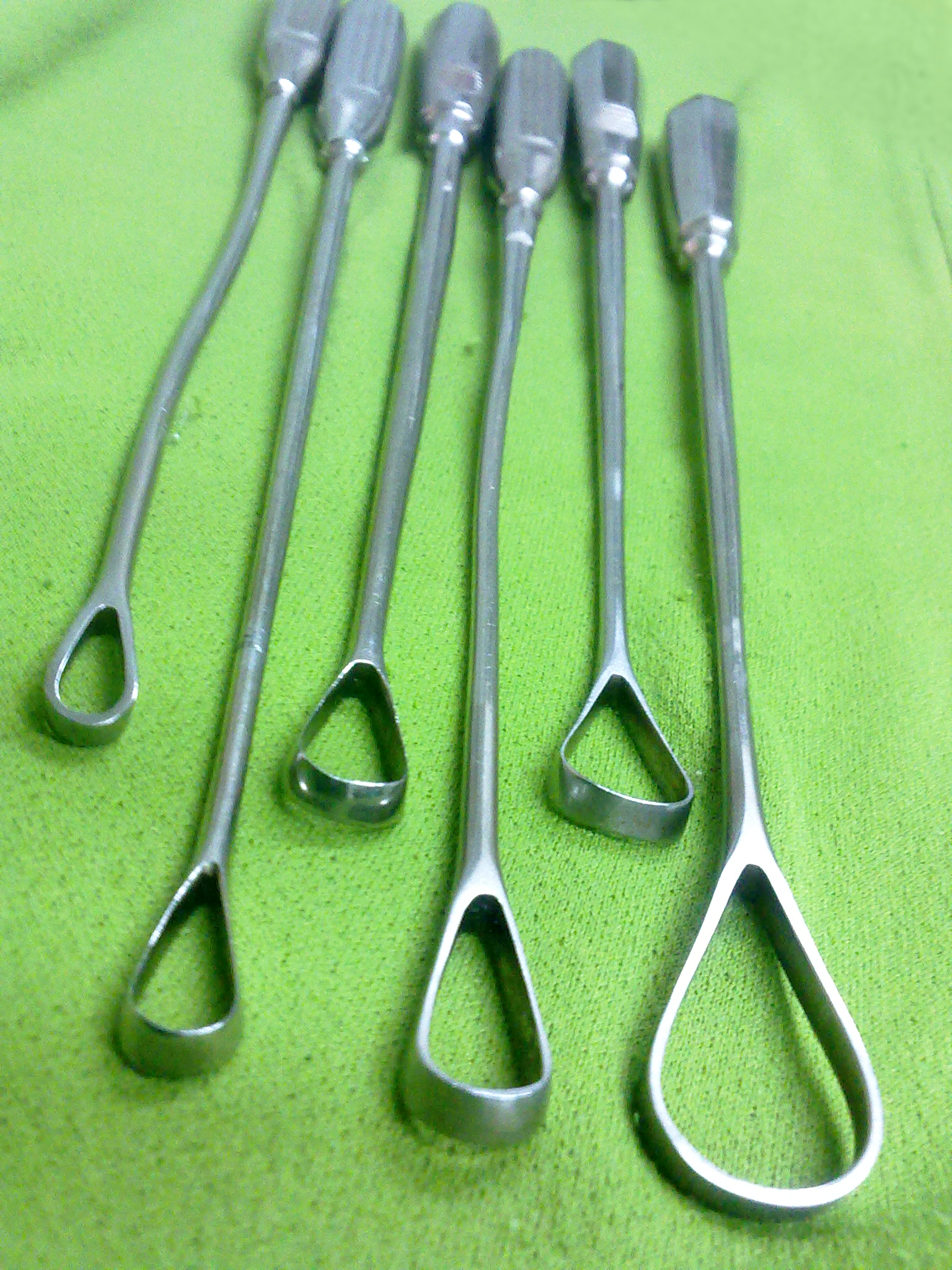
Série de curettes utérines.

La curette est un instrument chirurgical conçu pour le grattage ou le débridement des tissus biologiques ou de débris dans une biopsie, l'excision, ou la procédure de nettoyage, elle peut aussi servir à enlever un embryon (dans le cas d'un avortement par curetage). C'est un petit outil à main, souvent de forme semblable à un stylet ; à son extrémité se trouve une petite boule, un crochet ou une gouge. Le verbe cureter signifie « gratter avec une curette », et le curetage (/kyʁ.taʒ/) est le traitement qui implique de tels grattages.
Quelques exemples d'utilisation médicale d'une curette :
- enlèvement de la cire d'oreille bouchée ;
- dilatation et curetage de l'utérus, une procédure gynécologique pour l'avortement (voir Curetage#En gynécologie) ;
- excision des végétations adénoïdes (adénoïdectomie) par un ORL ;
- pour racler les dépôts de tartre de l'émail des dents avec une curette parodontale